# 普勒卡德克
普勒卡德克（法語：Pleucadeuc，法語發音：[pløkadœk]）是法国莫尔比昂省的一个市镇，属于瓦讷区。

## 地理
普勒卡德克（47°45'32"N, 2°22'33"W）面积34.56 平方千米，位于法国布列塔尼大區莫尔比昂省，该省份为法国西北部沿海省份，位于布列塔尼半岛南部，北起阿摩尔滨海省、西接菲尼斯泰尔省，南濒大西洋，东南接大西洋卢瓦尔省，东临伊勒-维莱讷省。
与普勒卡德克接壤的市镇（或旧市镇、城区）包括：马莱特鲁瓦、圣孔加尔、普吕埃尔兰、莫拉克、博阿勒、圣马塞尔。

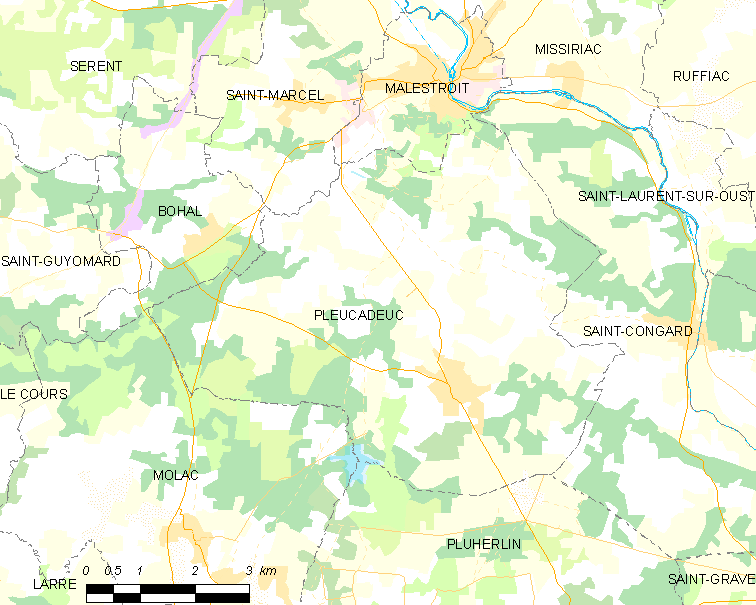
普勒卡德克的OSM定位图

普勒卡德克的时区为UTC+01:00、UTC+02:00（夏令时）。

## 行政
普勒卡德克的邮政编码为56140，INSEE市镇编码为56159。

## 政治
普勒卡德克所属的省级选区为莫雷阿克县。

## 人口

1962-2008年间普勒卡德克人口变化图示

普勒卡德克于2022年1月1日时的人口数量为1850人。